# 深井人詩
深井 人詩（ふかい ひとし、1935年2月23日 -2020年11月19日 ）は、日本の書誌学者。早稲田大学教育学部非常勤講師（図書館司書課程）[1]

## 略歴
石川県羽咋郡西土田村（現、志賀町）に生まれる[2]。早稲田大学第二文学部卒。1953年から1997年まで同大学図書館に勤務するかたわら、『書誌年鑑』をはじめ多くの書誌を刊行、参考業務に必要なレファレンス・ツールの体系を示した。深井の作成した書誌は図書館業務に日常役立ち、図書館を従来の図書借用施設から情報提供・調査サポート施設へと変化させた。図書館の研究会を412回、50年に亘ってほとんど一人で主宰、ここから多くのライブラリアンが巣立った。また研究会誌（合計28冊、9，900ｐ余）を刊行して会員に発表の場を用意すると共に、特に優れた書誌や論考作成者の著作は、「文献探索人叢書」のシリーズ名のもとに個人の論集（28冊）を刊行、全国の公共図書館等50館へ毎回寄贈し顕彰の代わりとした。これらは後進者育成の意図から発したもので、初期の会誌数冊を除き、出版経費のすべてを出資した。2001年にはこれらの功績により第3回図書館サポートフォーラム賞を受賞した[3]。晩年は、越中守時代に故郷能登を詠んだ、大伴家持の歌を研究した。享年85。妻は小説家の深井迪子［4］。

## 編著書
- 『尾島庄太郎博士著作目録』編 北星堂書店 1970.6
- 『人物書誌索引』編 日外アソシエーツ、紀伊國屋書店発売 1979.3
- 『主題書誌索引』編 日外アソシエーツ、紀伊國屋書店発売 1981.9
- 『書誌年鑑 '82－2003』一部共編 日外アソシエーツ、紀伊國屋書店発売 1982.11－2003.12。共編者：朝倉治彦・中西裕
- 『図書館情報学研究文献要覧 1970～1981』目黒聡子共編 日外アソシエーツ（20世紀文献要覧大系12）、紀伊國屋書店発売 1983.7
- 『日本雑誌総目次要覧』天野敬太郎共編 日外アソシエーツ、紀伊國屋書店発売 1985.2
- 『図書館学会年報総目次・総索引』日本図書館学会編刊 日外アソシエーツ制作、紀伊國屋書店発売 1985.12。深井が編集担当
- 『人物書誌索引 78/91』渡辺美好共編 日外アソシエーツ、紀伊國屋書店発売 1994.6
- 『主題書誌索引 81/91』編 日外アソシエーツ、紀伊國屋書店発売 1994.7
- 『日本雑誌総目次要覧 84/93』田口令子共編 日外アソシエーツ、紀伊國屋書店発売 1995.2
- 『雑誌新聞文献事典』補訂 金沢文圃閣（文圃文献類従1） 1999.11。天野敬太郎編纂
- 『大洋丸の航海』著　日本古書通信社（こつう豆本141） 2002.1。250部限定特装版あり
- 『人物書誌索引 1992-2000』編 日外アソシエーツ、紀伊國屋書店発売 2003.7
- 『主題書誌索引 1992-2000』編 日外アソシエーツ、紀伊國屋書店発売 2003.8
- 『日本雑誌総目次要覧 1994/2003』中西裕共編 日外アソシエーツ、紀伊國屋書店発売 2005.7
- 『深井人詩書誌選集 1 (年譜・ 著作目録)』渡辺美好編 金沢文圃閣（文献探索人叢書13） 2014。喜寿記念
- 『深井人詩書誌選集 2 (二次書誌・三次書誌)』渡辺美好編 金沢文圃閣（文献探索人叢書22） 2015。喜寿記念
- 『深井人詩書誌選集 3 (書誌作成論)』渡辺美好編 金沢文圃閣（文献探索人叢書23） 2015。喜寿記念
- 『深井人詩書誌選集 4 (文献探索人・書評・師友・家郷)』渡辺美好編 金沢文圃閣（文献探索人叢書24） 2015。喜寿記念

## 関係文献
- 深井人詩　『図書館関係専門家事典』　日外アソシエーツ（専門家人物事典シリーズ）、紀伊國屋書店発売 1984.4
- 深井人詩氏の書誌学上の業績（大森一彦）、ほか　『文献探索』（文献探索研究会、金沢文圃閣取扱）　2000　2001.2
- 書誌作成者・教育者深井人詩氏の偉業（飯澤文夫）　『日本古書通信』（同社）　1031 　2015.6
- 『書誌は詩のごとく　深井人詩先生を慕って』　深井人詩先生追悼録刊行会、有限会社岩田書院製作 2021.11

## その他
- 2018年、志賀町立図書館に深井人詩文庫開設、整理済資料2，035点所蔵